# Rocco Scotellaro (film 1979)
Rocco Scotellaro è un film per la televisione italiano, interpretato da Bruno Cirino, che narra la storia di Rocco Scotellaro, poeta socialista di Tricarico. Il film fu girato quasi in contemporanea con Cristo si è fermato a Eboli di Francesco Rosi.

## Trama
Le vicende si svolgono verso a partire dalla metà degli anni quaranta, Rocco Scotellaro che, nel 1942, aveva frequentato la facoltà di legge a Roma, a seguito della morte del padre ritorna a Tricarico dove diviene un attivista impegnato nel sociale, contro il latifondo e la povertà dei contadini, e svolge attività sindacali. Nel 1946, dietro le richieste dei suoi sostenitori, diviene sindaco della cittadina e coinvolge la popolazione in una serie di iniziative, a partecipazione diretta, mirate a creare delle strutture per il miglioramento della vita dei cittadini. Fra le altre cose con la partecipazione diretta della popolazione viene realizzato anche un ospedale. Nel 1950 viene ingiustamente incarcerato e verrà poi giudicato innocente e liberato. Ma nel 1953 muore d'infarto.

## Distribuzione
Prodotto dalla Rai, è stato trasmesso in prima serata su Rete 2 nel 1979.